# Bárbara Jacobs (Schriftstellerin)

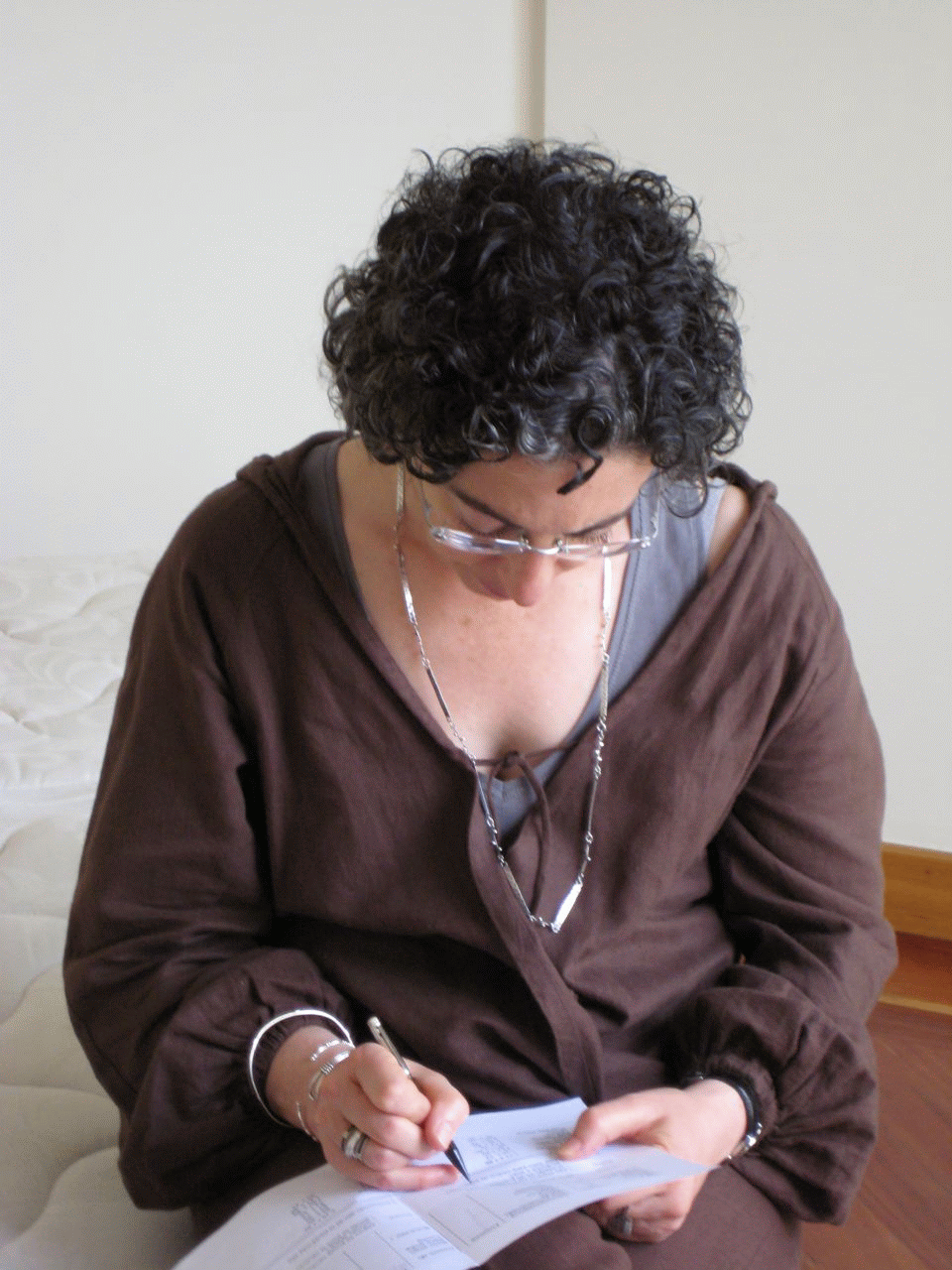
Bárbara Jacobs (2006 in Madrid)

Bárbara Jacobs (* 19. Oktober 1947 in Mexiko-Stadt, Mexiko) ist eine mexikanische Schriftstellerin.

## Leben
Bárbara Jacobs wuchs in einer libanesisch-stämmigen Familie von Emigranten in Mexiko-Stadt auf: Ihr Großvater väterlicherseits hieß Antoun Yaoub und war in Hasroun (Libanon) Mitte des 19. Jahrhunderts geboren worden. Als er in die USA emigrierte, wurde sein Familienname von der Einwanderungsbehörde auf Ellis Island in „Jacobs“ umbenannt. Schon davor hatte er die damals 14-jährige Amina Briteh geheiratet; beide waren maronitische Christen. Die Großeltern mütterlicherseits hießen Dib Barakat Tahtac (geboren 1893 in Tripolis und 1902 nach Mexiko emigriert) und Wahibe Landy Assemani (geboren in Asbury Park, New Jersey). Ihr Vater Emile Jacobs wurde 1909 in Manhattan geboren und studierte Journalismus in New York City; er lebte und arbeitete ein Jahr als Journalist in Moskau (1934–1935), kämpfte von 1936 bis 1939 auf republikanischer Seite im Spanischen Bürgerkrieg als Mitglied des Fünften Regiments der Abraham-Lincoln-Brigade und kehrte danach in die USA zurück. Ihre Mutter, Norma Barakat Landy, war in Mexiko geboren worden, hatte in Montreal (Kanada) eine Klosterschule besucht, dort aber Tuberkulose bekommen. Auf der Heimreise machte sie Zwischenstation in Saginaw (Michigan) im Haus einer entfernten Verwandten, Amina Briteh, sah das Bild von Emile Jacobs und verliebte sich in ihn. Die beiden heirateten und übersiedelten nach Mexiko, da das Leben in den USA für den Kommunisten und Spanien-Heimkehrer Emile Jacobs sehr schwierig geworden war. In Mexiko betrieb er ein Hotel, das er später verkaufte; von dem Erlös gedachte er den Rest seines Lebens zu zehren, er starb jedoch völlig verarmt im Jahr 1999. Die US-amerikanische Staatsbürgerschaft behielt er bis zum Schluss bei.
Barbara Jacobs hat eine ältere Schwester und drei jüngere Brüder; zu Hause wurde sowohl Englisch als auch Spanisch und teilweise Arabisch und Französisch gesprochen, dazu lernte sie später Latein und Aramäisch. Vom siebenten bis einundzwanzigsten Lebensjahr wuchs sie bei ihren Großeltern mütterlicherseits auf. Sie besuchte diverse Schulen in Mexiko-Stadt und in Montreal; anschließend studierte sie Psychologie an der Universidad Nacional Autónoma de México (UNAM); ihre Abschlussarbeit befasste sich mit dem Lachen in der Geschichte der Wissenschaft und der Literatur.
Sie war als Dozentin für Englische Sprache an der Universidad Iberoamericana und für Übersetzung am Colegio de México tätig. Nach einem Autounfall, bei dem sie eine Wirbelfraktur erlitt, musste sie sich einer mehrjährigen Therapie unterziehen und zog sich von der Unterrichtstätigkeit zurück. Doch publizierte sie 14 täglich eine Kolumne in der Kulturbeilage der Tageszeitung La Jornada. Sie war auch Jurymitglied des Literaturpreises Casa de las Américas in Kuba, 1997, sowie beim Premio Nacional de Novela in Bogotá, 2004.
Nachdem sie schon als Kind Lyrik auf Englisch verfasst hatte, begann sie 1970 Erzählungen und Essays in diversen mexikanischen Zeitschriften zu veröffentlichen. Im Oktober desselben Jahres nahm sie an einer Schreibwerkstatt von Augusto Monterroso teil; später heiratete sie den im mexikanischen Exil lebenden guatemaltekischen Schriftsteller und lebte bis zu seinem Tod 2003 mit ihm zusammen. Heute (2009) lebt sie mit dem Maler Vicente Rojo, einem Exilspanier, in Mexiko-Stadt und Cuernavaca.

## Auszeichnungen
- 1987 Premio Xavier Villaurrutia
- 1993 Fellow for a Residency at the International Writing Program, University of Iowa

## Werke

### Romane
- Las hojas muertas. México, Ediciones Era, 1987. Neuauflage: Madrid, Suma de Letra / Punto de lectura, 2002.
- Las siete fugas de Saab, alias El Rizos. México, Alfaguara / CONCA, 1992 (colección Botella al Mar). Neuauflage: México, Alfaguara, 1998.
- Adiós humanidad. México, Alfaguara, 2000.
- Florencia y Ruiseñor. México, Alfaguara, 2006.

### Herausgeberin
- (zusammen mit Augusto Monterroso): Antología del cuento triste, Barcelona, Edhasa, 1992. Neuauflage: Madrid, Suma de Letras / Punto de Lectura, Santillana, 2004.

### Erzählungen
- Un justo acuerdo. México, Ediciones La Máquina de Escribir, 1979.
- Doce cuentos en contra. México, Martín Casillas Editores, 1982. Neuauflage: México, Editorial Aldus / Consejo Nacional para la Cultura y las Artes (CNCA), 2005. (colección La Centena)
- Carol dice y otros textos, Antología personal. México, Universidad Nacional Autónoma de México, Coordinación de Humanidades y  Coordinación de Difusión Cultural: Dirección de Literatura / Ediciones Era, 2000. (colección Confabuladores) (Prólogo de Alicia Llarena, Epílogo (entrevista) de Roberto García Bonilla.)
- Vidas en vilo. México, Cultura Urbana: Libros / Universidad Autónoma de la Ciudad de México / Colofón, 2007.

### Essays und Biographien
- Escrito en el tiempo. México, Ediciones Era, 1985.
- Vida con mi amigo. Madrid, Alfaguara, 1994.
- Augusto Monterroso: Una biografía en sesenta fotos, Selección y prólogo: México, Alfaguara, 1996.
- Juego limpio. México, Alfaguara, 1997.
- Atormentados. México, Alfaguara, 2002.

### Übersetzungen

#### Ins Englische
- The Dead Leaves. Translated by David Unger. Connecticut, Curbstone Press, 1993.

#### Ins Portugiesische
- Folhas Mortas. Traduçâo: Maria Fernanda Ferreira Româo. Lisboa, Gradiva Publicaciones, 1998.

#### Ins Italienische
- Le foglie morte. Traduzione: Barbara Bertoni. Nardo, Besa Editrice, 1999.